# Stratopause

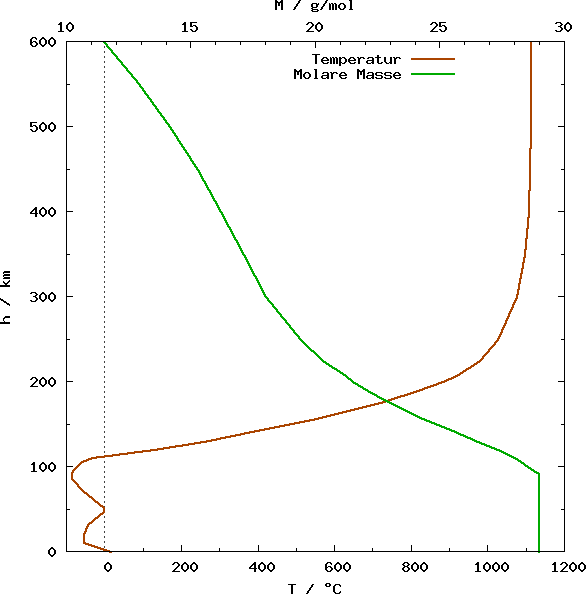
Durchschnittliche Temperatur und molare Masse der Luft in Abhängigkeit von der Höhe.

Die Stratopause ist die atmosphärische Grenzschicht zwischen Stratosphäre und Mesosphäre. Die Lage der Stratopause wird durch das erste Maximum des atmosphärischen Temperaturprofils gekennzeichnet; sie liegt in etwa 50 km Höhe.